# Rasmaadhoo
Rasmaadhoo är en ö i Maldiverna. Den ligger i den norra delen av landet, 160 km norr om huvudstaden Malé. Geografiskt är den en del av Norra Maalhosmadulu atoll och tillhör administrativt Raa atoll. 
Tropiskt monsunklimat råder i trakten. Årsmedeltemperaturen i trakten är 26 °C. Den varmaste månaden är maj, då medeltemperaturen är 28 °C, och den kallaste är januari, med 26 °C. Genomsnittlig årsnederbörd är 1 944 millimeter. Den regnigaste månaden är augusti, med i genomsnitt 322 mm nederbörd, och den torraste är februari, med 40 mm nederbörd.